# Die Arbeiter im Weinberg des Herrn
Die Arbeiter im Weinberg des Herrn ist ein Gemälde von Lucas Cranach dem Jüngeren. Es ist Teil des Epitaphs für den Wittenberger Reformator Paul Eber in der Stadtkirche Wittenberg.

## Paul Eber
Paul Eber (1511–1569) war ein evangelischer Theologe, Kirchenliederdichter und Reformator. Er war u. a. Pfarrer der Stadtkirche Wittenberg, Professor der Theologie an der Wittenberger Universität und Generalsuperintendent. Neben Luther war er einer der wichtigsten Kirchenlieddichter der Reformation.

## Das Epitaphbild
Das Epitaphbild ist eine Bilderpredigt.
Das Bild greift das biblische Gleichnis von den Arbeitern im Weinberg (Mt 20,1–16) auf. Es zeigt zwei Gruppen von Arbeitern, die unabhängig voneinander in zwei Teilen des Weinbergs arbeiten. Die beiden Teile des Weinbergs sind von einem bergauf verlaufenden Weg getrennt. Den linken Teil besetzen die Vertreter der katholischen Kirche. Jeder von ihnen ist entsprechend seinem Rang in der kirchlichen Hierarchie gekleidet. Dargestellt werden der Papst, Kardinäle und Bischöfe, einfache Priester und Mönche. Die von ihnen ausgeführten Tätigkeiten sind allerdings sinnlos: Sie reißen Weinstöcke aus dem Boden und verbrennen sie, sie zerstören den Zaun, schütten Steine in den Brunnen und verwüsten den Weinberg, so dass er keine Früchte mehr bringen kann. Dementsprechend ist die „katholische Seite“ des Weinbergs verödet. Personalisiert erscheint sie in den sich vor dem Tor drängelnden Arbeitern, die bereits seit dem Morgen beschäftigt waren und nun den vereinbarten Lohn verlangen, der dem Papst aber nicht hoch genug erscheint. Jesus Christus tritt in der Rolle des Herrn des Weinbergs auf, er wird von Aposteln mit Petrus und Johannes an der Spitze begleitet.
Auf der anderen Seite des Weinbergs arbeiten bekannte Reformatoren in Gelehrtentracht. Sie führen im Unterschied zu den Vertretern der katholischen Kirche sinnvolle Arbeiten aus:
- Martin Luther fegt ausgetrocknete Äste und Unkraut zusammen.
- Johannes Bugenhagen bearbeitet den Boden mit einer Hacke.
- Philipp Melanchthon holt Wasser aus dem Brunnen.
- Johann Forster gießt Weinstöcke.
- Caspar Cruciger und Justus Jonas schlagen Rankstützen ein.
- Georg Major bindet junge Weinreben an Stützen.
- Paul Krell trägt einen Korb mit reifen Weintrauben.
- Georg Spalatin verteilt mit einer Gabel Dünger unter den Weinstöcken.
- Georg Rörer sammelt Steine in einen Holztrog.
- Sebastian Fröschel schüttet gesammelte Steine hinter den Zaun des Weinbergs aus.

Paul Eber selbst kniet am Weinstock und beschneidet mit einem Winzermesser überflüssige Triebe (Wildwuchs). Durch seine Arbeit in der direkten Nähe zu Luther wird Eber hervorgehoben.
Am rechten unteren Bildrand sind Mitglieder der Familie von Paul Eber dargestellt.

## Hintergrund
Die Metaphorik des Acker- und Gartenbaus spielt in biblischen Gleichnissen eine überragende Rolle. Das Epitaph ist eine späte Replik auf die Bulle Exsurge domine, mit der Papst Leo X. am 15. Juni 1520 Luther die Exkommunikation angedroht hatte. Darin wird der Reformator mit einem wilden Eber verglichen, der den Weinberg des Herrn zu verwüsten trachtet. Dies wird im Epitaph gewissermaßen umgekehrt: Die Reformatoren pflegen und erhalten den Weinberg, während die Katholiken ihn verwüsten.
Das Epitaph wurde von vermögenden Wittenberger Bürgern gestiftet. Er befindet sich an der Ostwand des Chores.